# نورمان ديفيس (لاعب كرة قدم أمريكية)
نورمان ديفيس (بالإنجليزية: Norman Davis)‏ هو لاعب كرة قدم أمريكية أمريكي، ولد في 8 أغسطس 1945.